# Rhynchagrotis faculella
Rhynchagrotis faculella är en fjärilsart som beskrevs av Embrik Strand 1921. Rhynchagrotis faculella ingår i släktet Rhynchagrotis och familjen nattflyn. Inga underarter finns listade.